# Ариана (певица)
Ариана Роуз (настоящая фамилия Гринблат; род. 16 августа 1985) — американская и российская певица.

## Биография
Ариана родилась в техасском городе Хьюстоне 16 августа 1985 года в семье советских эмигрантов. В семь лет вместе с семьёй переехала в Москву и поступила там в англо-американскую школу. В детстве обучалась игре на фортепиано, в 12 лет стала заниматься вокалом и хореографией. Вскоре Григорий (Грегори) Гринблат, отец Арианы и её персональный менеджер, познакомил дочь со своим старым другом Матвеем Аничкиным — советским и российским музыкантом и продюсером. Сделав свою первую демозапись, Ариана показала её Аничкину, и вскоре началось их сотрудничество.
Первая совместная работа Арианы с Аничкиным, «The Fire Was Dead», осенью 2000 года попала в ротацию популярного музыкального телеканала MTV, и вскоре певица подписала контракт с компанией Sony Music. 25 декабря 2000 года вышел рождественский сингл «Happy New Year», в который вошли песни «Новый год» и «Под испанским небом», а также их англоязычные версии. Автором русскоязычных текстов песен выступил Матвей Аничкин, а англоязычные написала сама певица. В начале 2001 года на Кипре прошли съёмки клипа на песню «Не пожалеешь», режиссёром которого стал Юрий Грымов. В этом же году Ариана получила «Золотой граммофон» за композицию «Под испанским небом» и вышла в финал «Песни года».
24 сентября 2002 года в Интернете был представлен дебютный студийный альбом певицы «Первая любовь», а 4 октября 2002 года альбом был выпущен официально. В тот же день в Киеве прошла презентация альбома. В него вошли 17 треков, исполненные как на русском, так и на английском языке. Все песни альбома были созданы и спродюсированы Матвеем Аничкиным и записаны звукорежиссером Олегом Чечиком. В этом же году на одноимённую заглавную композицию альбома режиссёром Олегом Гусевым был снят клип, съёмки которого проходили в Санкт-Петербурге. Вскоре Ариана была номинирована на церемонию MTV Europe Music Awards как лучшая российская исполнительница. В конце 2002 года Ариана вновь стала лауреатом премии «Золотой граммофон» и «Песни года».
В начале 2003 года Ариана совместно с Александром Маршалом записала новую версию романса из рок-оперы «Юнона и Авось» — «Я тебя никогда не забуду». В конце года Ариана и Маршал стали лауреатами «Золотого граммофона», «Песни года», а также «Стопудового хита». В этом же году Ариана с отличием окончила англо-американскую школу в Москве. В конце 2003 года в Лос-Анджелесе Ариана начала записывать англоязычный альбом. Кроме того, она брала уроки актёрского мастерства у известных педагогов Голливуда, и уроки вокала у Сета Риггза, у которого ранее учились такие артисты, как Майкл Джексон, Барбра Стрейзанд и Стиви Уандер.
В середине 2004 года Ариана возвратилась в Москву для работы над вторым русскоязычным альбомом. Диск получил название «Без компромиссов» и содержал 12 композиций. Особое место в альбоме заняла песня «Адажио» на музыку итальянского композитора Томазо Альбинони и стихи Матвея Аничкина.
В 2010 году Ариана вышла замуж за бизнесмена Льва Грачёва-Шнеура — бывшего солиста группы «Тет-А-Тет».
В 2014 году Ариана занялась ресторанным бизнесом и открыла ресторан русской кухни «Ариана» в Нью-Йорке, отодвинув музыку на второй план. В 2015 году ресторан закрылся.

## Дискография
- «Happy New Year» (сингл) (2000)[21]
- «Под испанским небом» (сингл) (2001)
- «Первая любовь»[итал.] (2002)[22][23]
- «I’ll Do It All Again» (2002)
- «Я тебя никогда не забуду» (сингл) (2003)
- «Adajio» (2004)
- «Без компромиссов» (2005)